# Enric Sagnier
Enric Sagnier i Villavecchia (Barcellona, 21 marzo 1858 – Barcellona, 1º settembre 1931) è stato un architetto spagnolo, esponente del movimento modernista catalano.
Nonostante non sia noto quanto i suoi contemporanei Antoni Gaudí, Lluís Domènech i Montaner e Josep Puig i Cadafalch, fu progettista di numerosi edifici famosi come la Caixa de Pensions nella Via Laietana, la Nuova dogana e il Sagrat Cor sul Tibidabo.

## Biografia
Enric Sagnier nacque da Lluís Sagnier i Nadal, presidente della Caixa d'Estalvis i Mont de Pietat de Barcelona, e da Clementina Villavecchia Busquets. Suo padre era uno studioso di classici, che tradusse Senofonte e Anacreonte, e il giovane Enric fu un pittore e violinista di talento. Studiò alla Scuola Superiore di Architettura di Barcellona, dove si laureò nel 1882.
Iniziò la sua carriera professionale come assistente di Francisco de Paula del Villar y Lozano, sotto le cui istruzioni eseguì la sua prima opera: la ristrutturazione della cappella di Sant Josep nella chiesa dell'abbazia di Santa Maria de Montserrat (1884). La sua prima opera importante fu la chiesa di Santa Engràcia de Montcada (1886), in stile neogotico, distrutta durante la guerra civile spagnola.
Fin dall'inizio Sagnier ebbe un notevole successo professionale, ricevendo numerosi incarichi dalla Chiesa e dall'aristocrazia catalana. Nel 1886, ancora ventenne, fu incaricato, insieme a Josep Domènech i Estapà, di progettare i nuovi tribunali di Barcellona. La costruzione di questo enorme progetto iniziò l'anno successivo e quello stesso anno Sagnier sposò Dolors Vidal-Ribas i Torrents. La coppia ebbe sei figli, di cui due morirono giovani e uno, Josep Maria, divenne architetto come suo padre.
Enric Sagnier era un uomo calmo di devota fede cattolica e ricevette molti riconoscimenti, come la Medaglia d'Oro del Comune di Barcellona. Fu membro della Reial Academia Catalana de Belles Arts de San Jordi e del Cercle Artístic de Sant Lluc, una società di artisti cattolici, per la quale disegnò lo stemma. Divenne anche membro del consiglio dei musei e membro del consiglio della Caixa d'Estalvis de Barcelona.
Fu impegnato in politica, ricoprendo in due occasioni il ruolo di deputato provinciale per il Centre de Defensa Social, un gruppo cattolico alleato della Lega Regionalista. Mantenne stretti legami con la Chiesa, in particolare con i Salesiani e fu nominato architetto diocesano di Barcellona e marchese da papa Pio XI nel 1923.
Negli ultimi anni lavorò con suo figlio Josep Maria Sagnier i Vidal. Morì a Barcellona nel 1931.